# André Armandy
Pour les articles homonymes, voir Armandy.
 (juin 2024).
Œuvres principales
- Le Trésor des îles Galapagos  (Roman, 1960)

Albert André Aguilard dit André Armandy, né le 29 décembre 1882 dans le 4e arrondissement de Paris et mort le 2 janvier 1958 dans le 16e arrondissement de Paris, est un écrivain français, auteur de nombreux romans pour la jeunesse.

## Biographie
André Armandy a été traduit dans de nombreuses langues, et plusieurs de ses romans ont été adaptés au cinéma. Le film Le Paradis de Satan, notamment, réalisé par Félix Gandéra, est tiré de l'un de ses romans.

## Publications
- Le Yacht Callirhoé, Éditions Jules Tallandier, 1924
- Le Nord qui tue, Éditions Jules Tallandier, 1925
- Terre de Suspicion, Éditions Jules Tallandier, 1926
- Le Satanic : les Épaves dorées, Éditions Jules Tallandier, 1927
- Le Trésor des îles Galapagos , Hachette, 1928
- Le Triple Joug du monde, Éditions Jules Tallandier, 1929
- Le Renégat, Librairie Alphonse Lemerre, 1929
- Les Cribleurs d'Océan, Librairie Alphonse Lemerre, 1930
- La Désagréable Partie de campagne. Incursion en Abyssinie, Librairie Alphonse Lemerre, 1930
- Petite-Chose, le Roman d'un nouveau pauvre, Calmann-Lévy, 1931
- La Cité oubliée. Le Démon bleu, Éditions Jules Tallandier, 1931
- L'étrange traversée, Almanach du Combattant, 1935
- La cité profonde, Librairie Plon, 1938
- Le Padrâo, Librairie Plon, 1939
- Pour l’honneur du navire, Librairie Jules Tallandier, 1944
- Les Réprouvés, Éditions Jules Tallandier, 1945
- Fossiles en sursis, Éditions Jules Tallandier, 1954

En portugais
- O Tesouro das Ilhas Galápagos
- Terra de Suspeição

## Distinctions
- Croix de guerre 1914-1918 avec palme.